# Rutland (Massachusetts)
Rutland é uma vila localizada no condado de Worcester no estado estadounidense de Massachusetts. No Censo de 2010 tinha uma população de 7.973 habitantes e uma densidade populacional de 84,92 pessoas por km².

## Geografia
Rutland encontra-se localizado nas coordenadas 42° 23′ 20″ N, 71° 58′ 14″ O. Segundo o Departamento do Censo dos Estados Unidos, Rutland tem uma superfície total de 93.89 km², da qual 90.92 km² correspondem a terra firme e (3.17%) 2.97 km² é água.

## Demografia
Segundo o censo de 2010, tinha 7.973 pessoas residindo em Rutland. A densidade populacional era de 84,92 hab./km². Dos 7.973 habitantes, Rutland estava composto pelo 95.64% brancos, o 1.15% eram afroamericanos, o 0.08% eram amerindios, o 1.58% eram asiáticos, o 0.01% eram insulares do Pacífico, o 0.44% eram de outras raças e o 1.1% pertenciam a duas ou mais raças. Do total da população o 1.83% eram hispanos ou latinos de qualquer raça.